# Erika Kiffl
Erika Kiffl, née le 19 décembre 1939 à Karlovy Vary (protectorat de Bohême-Moravie, actuellement en  République tchèque), est une photographe allemande.
Erika Kiffl est principalement connue pour ses portraits d'artistes. Avant la Becher-Schule de Düsseldorf (comprenant les photographes Bernd et Hilla Becher, Andreas Gursky, Thomas Ruff), elle avait déjà remis en question les différences entre la photographie artistique de la documentaire.

## Biographie
Erika Kiffl étudie la photographie à l'Université des sciences appliquées de Krefeld et à l'Académie des beaux-arts de Düsseldorf, ville où elle vit depuis 1951. 
Elle a travaillé comme directeur artistique pour un magazine de mode.
Elle a photographié des personnalités comme Sandro Antal, Joseph Beuys, Horst Gläsker, Gotthard Graubner, Erwin Heerich, Martin Honert, Halina Jaworski, Konrad Klapheck, Axel Klepsch, Milan Kunc, Anna Löbner, Markus Lüpertz, Ladislav Minarik, Gerhard Richter, Fernand Roda, Ulrike Rosenbach, Bettina Scheidulin, Richard Serra, Thomas Stricker, Günther Uecker ou encore Isolde Wawrin.

## Publications
- Künstler in ihrem Atelier, Eine Fotodokumentation, mit Texten von Künstlern und ihren Kritikern und einem Vorwort von Jörg Krichbaum, édité par Gabriele Forberg, München : Mahnert-Lueg, 1979,  (ISBN 3-922170-02-1)
- Raum-Sequenzen, mit einem einleitenden Text von Helmut Heißenbüttel, München : Mahnert-Lueg, 1980,  (ISBN 3-922170-17-X)
- Ist Fotografie Kunst? Gehört Fotografie ins Museum?, Referate, Diskussionen, Interviews, Bildbeispiele, Internationales Fotosymposium 1981, Schloß Mickeln bei Düsseldorf, mit Beiträgen von A, Auer u.a, édité par Erika Kiffl, München : Mahnert-Lueg, 1982,  (ISBN 3-922170-25-0)
- Erika Kiffl - Fotos, Rundgänge 1979–1989 / édité par Kunstakademie Düsseldorf, Düsseldorf, 1990.
- Inside The Studio: Erika Kiffl fotografiert Gerhard Richter, édité par Renate Buschmann et Daniel Marzona, DuMont Buchverlag, Köln, 2008,  (ISBN 978-3-8321-9051-4)
- Fotos schreiben Kunstgeschichte, édité par Stephan von Wiese et Renate Buschmann, Köln, 2007,  (ISBN 3-8321-9058-9)
- Erika Kiffl, Fotografie 1964 - 2014, édité par Daniel Marzona,  Berlin : Distanz Verlag, 2014,  (ISBN 978-3-95476-061-9)

## Expositions (sélection)
- 1978 : Staatsgalerie, Stuttgart
- 1980 : Künstler in ihrem Atelier, Studio de la Kunsthalle Kiel, Kiel
- 1984 : Kulturhaus Graz, Graz
- 1985 : Goethe-Institut, Tel Aviv
- 1991 : Hochschule der Künste, Leipzig
- 1993 : Musée de la ville de Düsseldorf, Düsseldorf
- 1995 : Treibhaus 1 2 3 4 5 6  : eine Fotodokumentation von Erika Kiffl, Kunstmuseum, Düsseldorf
- 2003 : Benjamin Katz, Erika Kiffl, Manfred Leve, Archiv künstlerischer Fotografie der rheinischen Kunstszene, Galerie Hete Hünermann, Düsseldorf
- 2009 : Open-Air-Ausstellung am Rhein, Erika Kiffl – Work in Process, Düsseldorf